# 劉丹 (中國大陸男演員)
刘丹（1968年3月29日—），出生在吉林省吉林市，小学就读于吉铁二小后转入吉铁三小；初中就读于吉铁三中；高中就读于吉铁一中。中学期间为田径运动员，主攻110米栏及跳高，其中，110米栏为国家二级运动员。1988年，以专业课东北三省第三名的优异成绩考入吉林艺术学院戏剧系表演专业。1992年毕业，文学学士学位，同年被分配到吉林市话剧团工作，1995年只身来到北京发展。1988年从艺至今已拍70多部1000多集影视剧，其中家喻户晓的有《还珠格格1》、《三国（新版）》、《交通警察》、《神厨》及《先遣连》等。现为吉林市青联委员、北京吉林同乡会副会长、北京吉林青联同乡会副会长。中国影视圈穿越“死亡之海”罗布泊第一人。

## 个人档案
- 星座：白羊座
- 血型：B
- 身高：181 cm
- 体重：76 kg
- 学历：本科、文学学士学位（吉林艺术学院戏剧系88级表演专业）
- 特长：散打、马术、特技驾驶、射击、游泳、滑雪（冰）、田径（国家二级）、野外生存、写作（编剧、诗歌、散文）

## 影视作品

### 电视剧
- 《先遣连》             邹奎祺     （合演：王新军、王千源、孙涛）
- 《养母》                   公安局长/区长 （合演：王雅捷、张志坚、矢野浩二）
- 《三国》(新版)          蔡  瑁      （合演：陈建斌、于荣光、陈好、林心如）
- 《幸福来了你就喊》  杨大虎     （合演： 姜武、刘佩琦、丛珊、于莉）
- 《交通警察》            杨  凯       （合演：程煜、于小慧、丁嘉丽、王海燕）
- 《巴士警探》            张  罗（合演：罗海琼、石兆奇、房斌、王景春、彭心怡）
- 《沧海游龙》            刘世忠    （合演：吴孟达、张敏、景岗山）
- 《江山儿女几多情》  弘  皙    （合演：吴京、郭涛、曾黎）
- 《七品钦差》            周  贵    （合演：牛振华、吕丽萍、吴樾）
- 《危险真情》            张逸民    （合演：吴若莆、苏瑾、陶慧敏、邢宇飞）
- 《宝帖传奇》           纪晓岚    （合演：郑天玮、李解）
- 《李氏家族》           李万友    （合演：李艳秋）
- 《还珠格格Ⅰ》           纪晓岚    （合演：赵薇、林心茹、张铁林、苏有朋）
- 《月芽沟》               李长林   （合演：高秀敏、刘威）
- 《神厨》                   张云龙    （合演：林心茹、程前、邢岷山、达式常）
- 《运河人家》           老虎跳      （合演：濮存昕、陶红）
- 《静静的叶尔羌河》  何铁山     （合演：杨宝龙、诺明花日）*
- 《丁日昌传奇》      根  生     （合演： 刘冠军、袁枚）
- 《孤星》               张咪哥      （合演：邵兵、张咪）
- 《雪野情仇》        祁致中      （合演：赵巍、崔可法、徐冬梅）
- 《化冰行动》        郝向松      （合演：李迎秋）
- 《蓝城》             杜少邦      （合演：翟乃社、梁同裕）
- 《古城风流》        蒋  函     （合演：柏寒、梁同裕）
- 《小城故事》        耿文革      （合演：古伟、顾威、严敏求、李仁堂、于绍康、任玫）
- 《风雨白鸥》        黑  娃      （合演：李大强、王小薇、郭艺峰）
- 《海葬》             李玉龙     （合演： 李显刚、张瑞琴）
- 《暖冬》              凯  子      （合演：赵明明）

### 电影
- 《双枪假面人》      金子彪         （合演：何赛飞、张欣）
- 《断命纹身》         朱江中          （合演：葛存壮、夏青、马崇乐、周舟、张立）

### 话剧
- 《黑洞》                     赵大川      （合演：赵明明、英宁）
- 《大地的回声》          林家梁      （合演：关新伟、刘冬冬、徐冬梅l）
- 《火》                        杨明亮
- 《都有一颗红亮的心》黑  枣   （合演：孙海英、梅婷、李春波、沈畅）
- 《热血融冰》              钟   亮     （合演：孙扬、李丽娜、郑珂珂、杨柠）